# Mark McMorris
Mark McMorris (9 december 1993) is een Canadese snowboarder.

## Carrière
Bij zijn wereldbekerdebuut, op 23 januari 2010 in Quebec, eindigde McMorris direct in de top tien. Een week na zijn debuut boekte hij in Calgary zijn eerste wereldbekerzege. Op de Winter X Games XV in Aspen behaalde de Canadees de zilveren medaille op het onderdeel slopestyle. Een jaar later veroverde McMorris in Aspen goud op de onderdelen Big Air en slopestyle op de Winter X Games XVI. Tijdens de FIS wereldkampioenschappen snowboarden 2013 in Stoneham-et-Tewkesbury sleepte hij de zilveren medaille in de wacht op het onderdeel slopestyle, op het onderdeel Big Air eindigde hij op de zesde plaats.
In 2014 nam McMorris een eerste keer deel aan de Olympische Spelen. Op de slopestyle behaalde hij de bronzen medaille.

## Resultaten

### Olympische Winterspelen
| Jaar | Plaats      | Resultaten |
| ---- | ----------- | ---------- |
| 2014 | Sotsji      | Slopestyle |
| 2018 | Pyeongchang | Slopestyle |

### Wereldkampioenschappen
| FIS  | FIS                    | FIS                     |
| Jaar | Plaats                 | Resultaten              |
| ---- | ---------------------- | ----------------------- |
| 2013 | Stoneham-et-Tewkesbury | 6e Big Air · Slopestyle |

| WSF  | WSF    | WSF           |
| Jaar | Plaats | Resultaten    |
| ---- | ------ | ------------- |
| 2012 | Oslo   | 9e Slopestyle |

### Wereldbeker
Eindklasseringen
| Seizoen   | Algm | BA   | SBS   |
| --------- | ---- | ---- | ----- |
| 2009/2010 | 320e | 31e  | –     |
| 2010/2011 | 55e  | 24e  | –     |
| 2012/2013 | 94e  | –    | 39e   |
| 2016/2017 | Goud | Goud | Brons |

Wereldbekerzeges
| Datum            | Plaats   | Onderdeel  |
| ---------------- | -------- | ---------- |
| 30 januari 2010  | Calgary  | Slopestyle |
| 26 november 2016 | Alpensia | Big air    |
| 11 februari 2017 | Quebec   | Big air    |
| 25 november 2017 | Beijing  | Big air    |